# Коронавірусна хвороба 2019 у Чехії

Карта поширення COVID-19 в Чехії на 100 000 осіб:
Коронавірусна хвороба 2019 у Чехії — розповсюдження пандемії коронавірусу територією Чехії.
14–17 випадків
10–13 випадків
6–10 випадків
3,5–6 випадків
1–3,5 випадків

Коронавірусна хвороба 2019 у Чехії — розповсюдження вірусу територією країни.
1 березня 2020 року в Чехії було зафіксовано 3 перші випадки зараження. Всі три випадки пов'язані з перебуванням цих людей в Північній Італії. Першим був чоловік, який повернувся з конференції у Удіне, інший — жінка (турист, громадянка США), яка навчається в Мілані, а третій — чоловік, який повернувся з лижного курорту в місті Ауронцо-ді-Кадоре.
12 березня 2020 року Уряд Чехії запровадив надзвичайний стан терміном на 30 днів і оголошено карантин на всій території Чехії.

## Введені обмеження
| Дата        | Тестів     | З них заразилися | З них вилікувано | З них померло |
| ----------- | ---------- | ---------------- | ---------------- | ------------- |
| 1 березня   | 211        | 3                | 0                | 0             |
| 2 березня   | 262        | 3                | 0                | 0             |
| 3 березня   | 340        | 5                | 0                | 0             |
| 4 березня   | 407        | 5                | 0                | 0             |
| 5 березня   | 483        | 8                | 0                | 0             |
| 6 березня   | 594        | 19               | 0                | 0             |
| 7 березня   | 787        | 26               | 0                | 0             |
| 8 березня   | 928        | 32               | 0                | 0             |
| 9 березня   | 1 193      | 38               | 0                | 0             |
| 10 березня  | 1 358      | 63               | 0                | 0             |
| 11 березня  | 1 816      | 94               | 0                | 0             |
| 12 березня  | 2 353      | 116              | 0                | 0             |
| 13 березня  | 3 094      | 141              | 0                | 0             |
| 14 березня  | 4 065      | 189              | 0                | 0             |
| 15 березня  | 5 068      | 298              | 0                | 0             |
| 16 березня  | 6 302      | 383              | 3                | 0             |
| 17 березня  | 7 664      | 450              | 0                | 0             |
| 18 березня  | 9 402      | 560              | 0                | 0             |
| 19 березня  | 11 619     | 765              | 0                | 0             |
| 20 березня  | 13 704     | 889              | 1                | 0             |
| 21 березня  | 15 584     | 1 047            | 2                | 0             |
| 22 березня  | 17 377     | 1 165            | 0                | 1             |
| 18-00 23.03 | немає дан. | 1 236            | 0                | 0             |

З опівночі 16 березня до 6:00 24 березня 2020 року заборонено вільне пересування людей по всій території Чехії, за винятком поїздок, пов'язаних:
- з роботою або особистим бізнесом, або іншою подібною діяльністю;
- з необхідністю забезпечення предметами першої необхідності своєї сім'ї або родичів (наприклад, купівля продуктів харчування, ліків і медичних виробів, санітарних товарів, косметики та інших сухих товарів, кормів для тварин та інших предметів постачання), включаючи потреби родичів і близьких, догляд за дітьми, догляд за тваринами, використання необхідних фінансових і поштових послуг, заправка;
- із задоволенням потреб і послуг (зазначених у попередньому пункті) для іншої особи (наприклад, волонтерство, допомогу за місцем проживання);
- з відвідуванням медичних та соціальних установ, включаючи надання необхідних послуг супроводу для родичів і близьких, а також у ветеринарні установи;
- з вирішенням нагальних офіційних питань, включаючи супровід рідних і близьких;
- з виконанням функцій професійних або інших видів діяльності з метою забезпечення безпеки, внутрішнього порядку і врегулювання криз, охорони здоров'я, надання медичної чи соціальної допомоги, включаючи волонтерство, надання індивідуальної духовної допомоги, забезпечення функціонування громадського транспорту та іншої інфраструктури, послуг населенню, включаючи постачання і ветеринарну допомогу;
- з перебуванням на природі або в парках;
- з поверненням до місця проживання;
- з проведенням поховання;

З 19 березня 2020 року з 00:00
- всім особам забороняється переміщатися і перебувати в будь-якому місці за межами свого місця проживання без засобів захисту органів дихання (ніс, рот). Для попередження краплинної інфекції можуть використовуватися для захисту респіратор, вуаль, маска для обличчя, шарф, шаль або інші засоби;
- усім особам, які мають підтвердження про роботу на транскордонних з іншими країнами територіях, слід максимально обмежити пересування по Чехії для задоволення особистих необхідних потреб за винятком:
- необхідних поїздок до сім'ї або родичів;
- поїздок, необхідних для забезпечення основних потреб і послуг для іншої людини (наприклад, волонтерство, допомогу за місцем проживання);
- поїздок пов'язаних з вирішенням нагальних офіційних питань, включаючи забезпечення необхідного супроводу рідних і близьких;

Особи, які мають підтвердження про роботу на транскордонних з іншими країнами територіях зобов'язані пройти контроль на симптоми інфекційних захворювань при перетині національного кордону.
У разі якщо у них діагностовано інфекційне захворювання, вони зобов'язані надавати необхідну допомогу медичним працівникам при взятті в них біологічного зразка для виявлення присутності COVID-19.

## Перебіг подій

### 2020
16 березня — на цей день в Чехії зафіксовано 383 хворих. Був створений Центральний кризовий штаб. Відкрита «гаряча лінія» за номером 1212. Міністерство охорони здоров'я відкрило онлайн чат.
17 березня — за добу додалося 67 хворих. Були вилікувані перші 3 хворих. Всі вони з Устецького краю. Міністерство охорони здоров'я тимчасово дозволило використання експериментального препарату для COVID-19 Ремдесивір американської компанії Gilead.

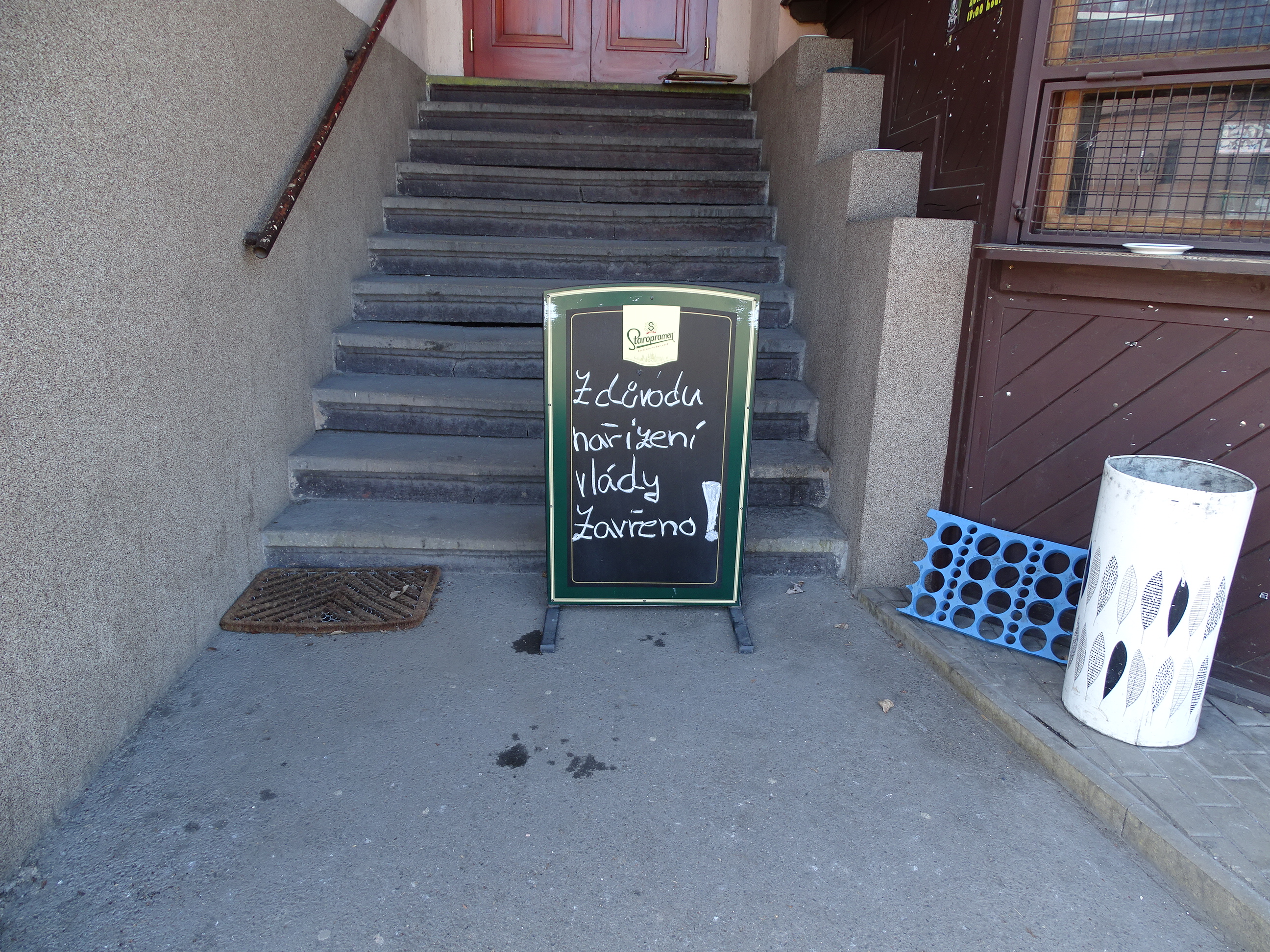
14 березня 2020 введено заборону на відвідування ресторанів та барів

18 березня — за добу додалося 110 хворих. У Чехії з Китаю надійшло 150 тис. експрес-тестів на коронавірус. Автомобільний концерн «Škoda Auto» зупинив свою роботу до 6 квітня.
19 березня — за добу додалося 205 хворих. Введено обмеження на відвідування спеціалізованих продовольчих магазинів і магазинів побутової хімії та гігієни з 7:00 до 9:00. У зазначений час у них можуть обслуговуватися тільки особи старше 65 років, а також особи старше 50 років з особливо важкою інвалідністю, що потребують супровід (ZTP-P) та особи, які працюють у сфері догляду за престарілими.
20 березня — за добу додалося 124 хворих. До Чехії надійшла партія респіраторів з Китаю класу FFP2 в кількості 1,1 млн штук. В Дечині поліція виписала перші 2 штрафи за ходіння без захисних масок.
Міністерство охорони здоров'я запустило спеціальний додаток для мобільних телефонів, за допомогою якого будь-який бажаючий може відстежити інформацію про короновирус в Чехії в онлайн режимі.
21 березня — додалося 106 хворих. 3 одужалих виписані з лікарні — жінка з Моравсько-Сілезького краю і двоє чоловіків. Проведено 1 880 тестів.
Для осіб, що працюють на прикордонних територіях введена спеціальна форма документа для реєстрації перетину кордону за службової необхідності. Форма документа наведена на сайті Міністерства внутрішніх справ Чехії для вільного скачування. Цей документ необхідний для реєстрації чеською поліцією всіх випадків перетину кордону конкретною особою. Без цієї форми вищевказаним особам заборонено перетинати кордон Чехії.
В ніч з 21 на 22 березня, в рамках програми з виконання стратегічних вантажних авіаперевезень (SALIS), з Шеньчженя в аеропорт міста Пардубіце прибув транспортний літак АН-124 «Руслан», який доставив в Чехію медикаменти, маски і респіратори.
22 березня — додалося 118 хворих. 1-й чоловік помер. Проведено 1 793 тесту.
Міністерство охорони здоров'я Чехії випустило новий додаток — «Віртуальна сестра Анежка», в якому будь-який бажаючий може отримати відповіді на свої запитання щодо коронавирусу в режимі онлайн, або з'єднатися з оператором call-центру міністерства.
Співробітники пожежного спецпідрозділу (аналог МНС привезли автобусом людей, які поверталися в Чехію з Африки і опинилися в карантинній зоні Польщі.
Міністерство закордонних справ Чехії заявило, що направить літаки для евакуації 600 своїх громадян з В'єтнаму, Єгипту та Філіппін. Ще близько 100 вільних місць для евакуації будуть запропоновані іншим громадянам Євросоюзу.
23 березня — на 18-00 додалося 71 хворих. Карантин було продовжено до 1 квітня. Того ж дня у Чехії зафіксовано першу смерть від коронавірусу, у 95-літнього чоловіка.
7 квітня уряд почав поступово знімати обмеження. Так, дозволили індивідуальні неконтактні види спорту, наприклад, біг та теніс. Було відкрито частину магазинів — будівельних матеріалів, техніки, продажу товарів для різноманітних хобі та сервіси ремонту велосипедів.
24 квітня країна послабила карантин, дозволивши виїжджати за кордон.
3 травня міністр МЗС Чехії Томаш Петржичек заявив, що з липня країна планувала відкрити кордони зі Словаччиною, Австрією, Німеччиною і Польщею.
З 11 травня планувалось відновити міжнародні пасажирські перевезення автобусами і залізницею.
З 25 травня в Чехії було заплановано відкриття ресторанів, басейнів та барів.
25 липня в Чехії було достроково припинено футбольний чемпіонат через пандемію. Вірусом заразився гравець ФК «Опав», після чого. Через вся команда пішла на карантин.
3 серпня країну було умовно поділено на чотири карантинні зони (білу, зелену, жовту і червону), в більшості регіонів практично не було нових захворювань.
13 вересня влада країни заявила про початок другої хвилі захворюваності, а в лікарнях протягом 2-3 тижнів чекають на ту ж кількість госпіталізованих, що була навесні.
З 5 жовтня в Чехії повторно введено карантин, зокрема, на два тижні закрито школи в регіонах із високим рівнем захворюваності.
12 жовтня було посилено карантин, зокрема, на два тижні припинено всі культурно-розважальні заходи, закрито тести, кінотеатри, музеї, галереї, замки тощо.
15 жовтня влада країни затвердила створення тимчасового шпиталю ємністю 500 місць для інфікованих, його розташували в ТЦ Летняни в Празі.
21 жовтня в країні було оголошено повний локдаун щонайменше до 3 листопада. Було закрито магазини роздрібної торгівлі та сфери послуг, у ТЦ залишили відкритими лише продуктові магазини, аптеки та гуртові магазини.
27 жовтня в Чехії було введено комендантську годину з 21:00 до 5:00 щонайменше до 3 листопада.
З 3 грудня в країні послаблено карантин, дозволено працювати ресторанам, скасовано комендантську годину. Чехія схвалила використання вакцини, було заплановано покупку її у п'яти різних розробників.
18 грудня в Чехії посилено карантин і повторно введено комендантську годину. Початок масової вакцинації населення було заплановано на 27 грудня.
З 27 грудня закрито всі магазини, окрім продуктових та аптек, країну переведено на п'ятий, найвищий рівень протидії вірусу. Того ж дня, вранці, прем'єр Чехії Андрій Бабіш першим у країні отримав щеплення вакциною проти COVID-19.

### 2021
В ніч проти 1 січня жителі кількох міст Чехії вийшли на протести через карантин. 4 січня подібна акція пройшла в Празі, учасники прийшли до будинку прем'єр-міністра Андрія Бабіша, принісши туди труну.
11 лютого було обмежено в'їзд до деяких районів країни (Хеб і Соколов у Карловарському краї та Трутнов у Карловоградецькому краї).
26 лютого в Чехії було продовжено надзвичайний стан, 27 безерня парламент Чехії знову продовжив режим НС щонайменше до 11 квітня.
27 липня Верховний суд Чеської Республіки скасував масочний режим, незважаючи на вимоги МОЗ країни. Суд вирішив, що носіння масок буде необов'язковим у магазинах, транспорті та ресторанах.
З 1 серпня у країні пом'якшено карантин, зокрема вакцинованим людям, тим, хто переніс коронавірус протягом останніх 180 днів та тих, хто має негативний тест, було дозволено ходити в клуби і на масові заходи.
У грудні було оголошено про відмову від продовження режиму надзвичайного стану в країні.

## Наслідки карантину
Внаслідок введених обмежень на вільне переміщення відстрочене голосування з додаткових виборів в Сенат Парламенту Чеської Республіки, оголошене на виборчому окрузі 32.